# Georges Valero
Georges Valero, également connu sous le nom de Jorge Valero, né le 21 juillet 1937 à Villeurbanne (Rhône) et mort le 6 mai 1990 à Nice (Alpes-Maritimes), était un « homme de lettres », postier, romancier, et militant politique français.

## Biographie
Militant actif au sein de l'Union des jeunesses républicaines de France (UJRF)  il a eu l’occasion de côtoyer Jean-Jacques Brochier et André Glucksmann. Valero fait son service militaire en 1957, peu après son mariage avec Denise Zederman, étudiante en histoire et communiste. En novembre 1958,  affecté dans les transmissions à Tizi-Ouzou, il participe à la guerre d'Algérie, notamment dans l’Oranais. Membre du Parti communiste français (PCF), il s'est après Mai 68 engagé dans divers groupes d'extrême gauche. Valero a également été un syndicaliste influent des PTT, passant par la CGT, la CFDT, le SAT puis la CNT. Les luttes sociales ont joué un rôle majeur dans sa vie, inspirant notamment la trame de trois de ses romans. Il crée et anime Ciné-Débat avec son ami Michel Barroil. Il s'implique aussi dans le combat des radios pirates et anime des émissions en public à Radio-Léon-Motivation.
Mais c'est le livre auquel il consacre le plus de temps. Comme romancier, mais aussi éditeur en lançant les éditions Fédérop et la collection : " Des travailleurs eux-mêmes ". Il traduit et édite de l'espagnol « L'espoir demeure » de Jean-Paul Corteda.
Son œuvre littéraire et ses activités culturelles ont été marquées par son milieu professionnel, (La Poste), ses convictions politiques et son engagement social,.
Il a eu quatre enfants, Myriam, Valérie, Rachel et Manuel.

## Œuvre
- Dans un bien-être sûr, éd. Fédérop, Lyon (1975)[6] (réédition 2019)
- Vivre Quoi ? (1975)
- La Méditerranée traversait la France, Presses universitaires de Grenoble (1980)
- Tous les chevaux ont couru, La Digitale (1989)
- Ni Dieu ni Maire. De Charléty aux moutons noirs, La Digitale (1989)